# Платонов, Игорь Владимирович
Игорь Владимирович Платонов (16 января 1934, Одесса — 13 ноября 1994, Киев) — украинский советский шахматист, гроссмейстер СССР (1969).

## Биография
Первого крупного успеха добился в первенстве ВЦСПС (1964) — 3–4-е места (с И. Болеславским). Участник 5 чемпионатов СССР; лучшие результаты: 1967 (декабрь) — 3–5-е, 1969 — 7–9-е места. Чемпион Киева (1970). В чемпионатах УССР (1968 и 1970) — 2-е места. Серебряный призёр международного турнира в Сьенфуэгосе (1972).
В составе сборной УССР дважды бронзовый призёр чемпионатов СССР между командами союзных республик (1967 и 1969).
Участник нескольких командных Кубков СССР в составе ДСО «Авангард» (1971, бронзовая медаль в команде), «Локомотив» (1974 и 1982) и «Спартак» (1978). По воспоминаниям Б. В. Спасского, Игорь Платонов входил в число сильнейших игроков ДСО «Локомотив».
Погиб в ноябре 1994 года при разбойном нападении на квартиру. По словам гроссмейстеров А. Б. Михальчишина и И. А. Зайцева, целью налётчиков была большая и ценная филателистическая коллекция, собранная Платоновым. Преступник зарезал гроссмейстера ножницами для обрезания марок.